# Uzbekistan Airways

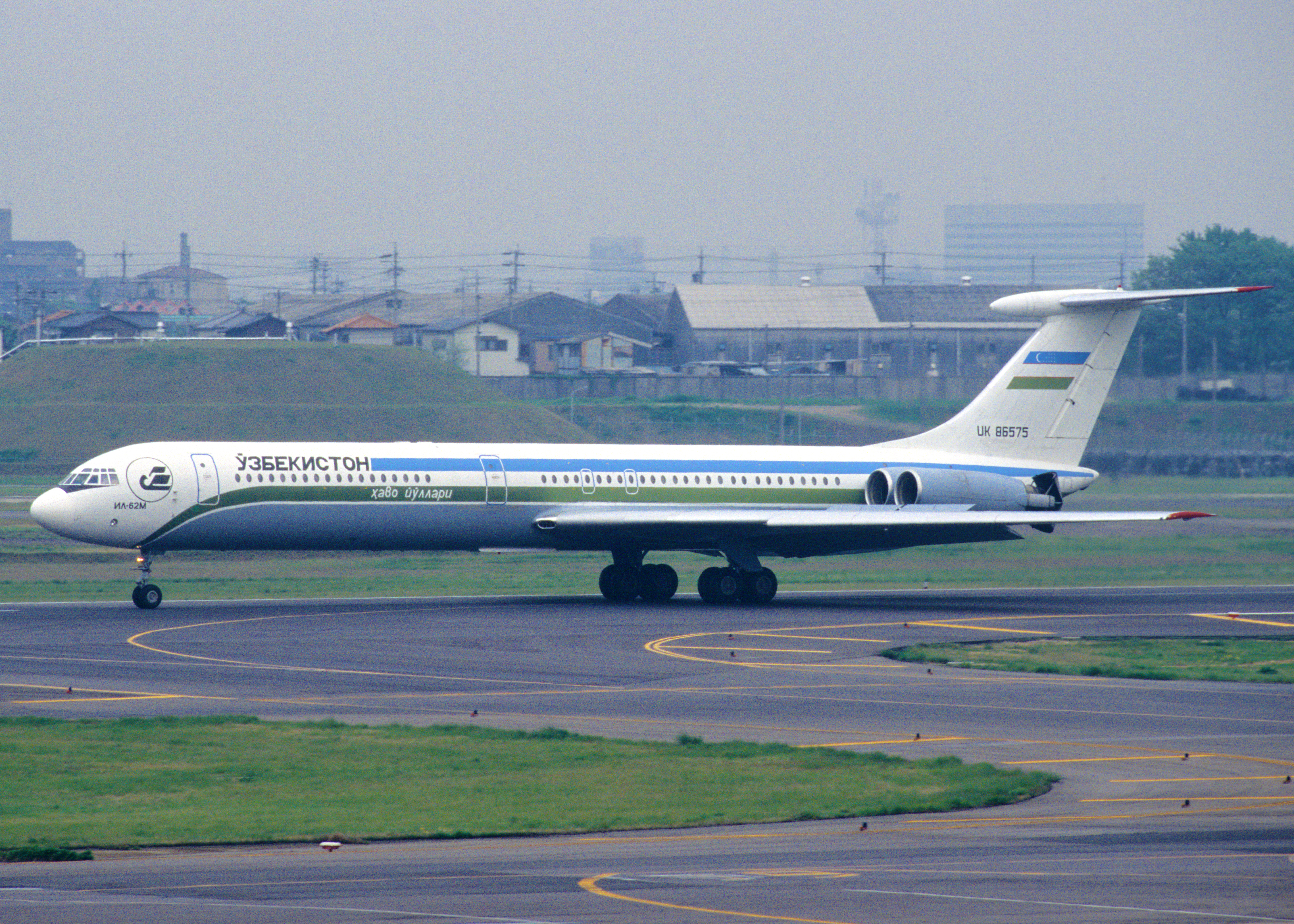
Samolot dalekiego zasięgu Ił-62M w pierwszym malowaniu linii Uzbekistan Airways

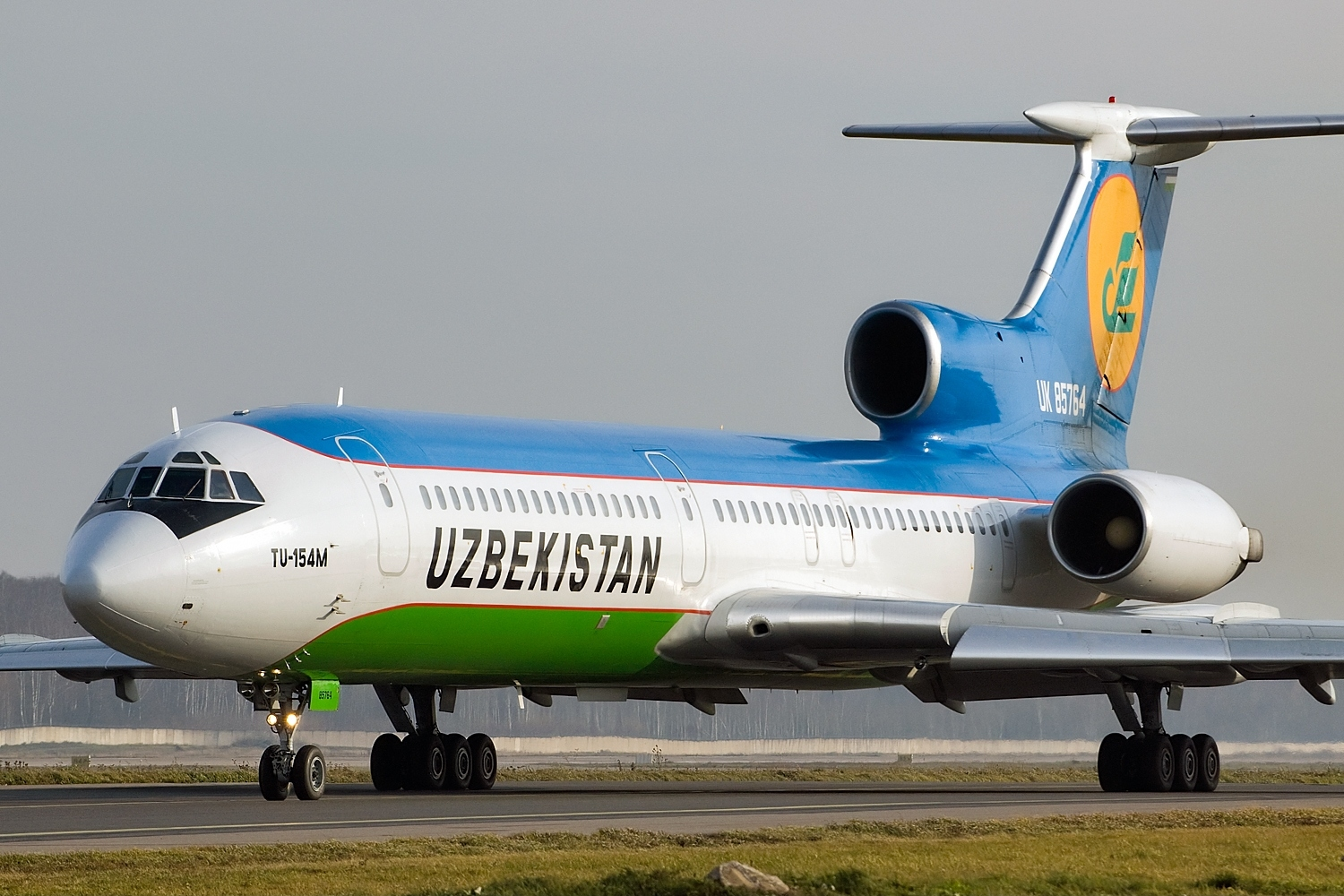
Tu-154 przez wiele lat były wykorzystywane w liniach Uzbekistan Airways jako podstawowe samoloty w rejsach międzynarodowych

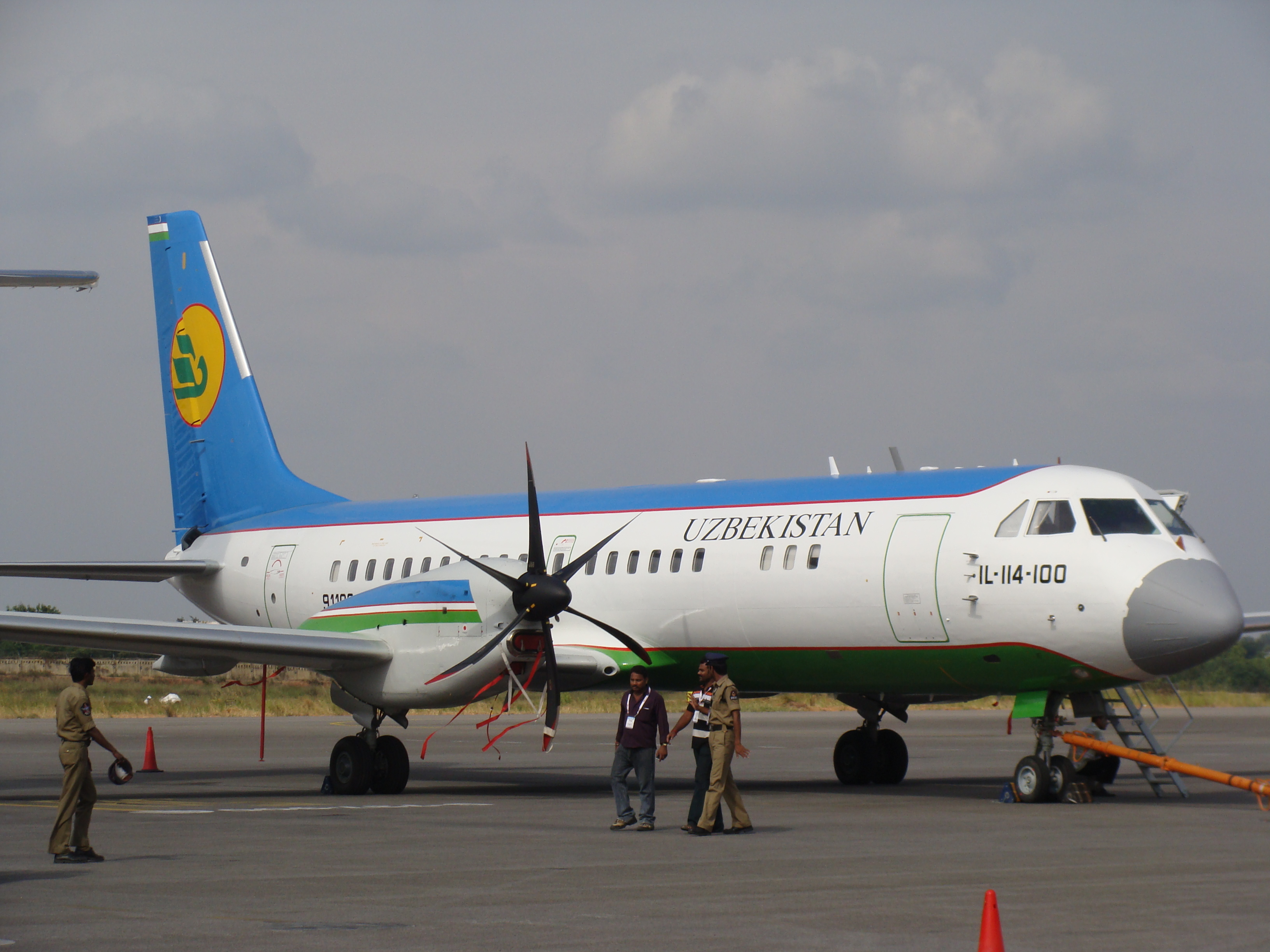
Ił-114 linii Uzbekistan Airways

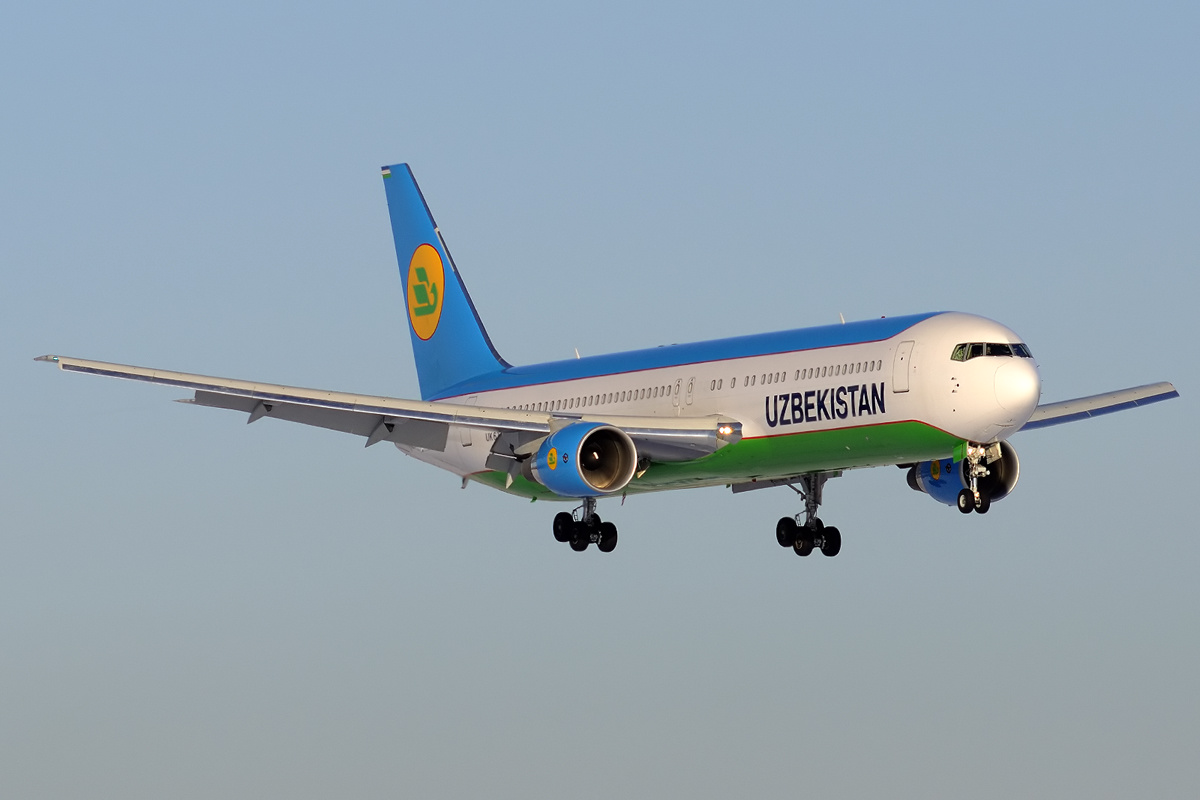
Boeing 767-300ER linii Uzbekistan Airways

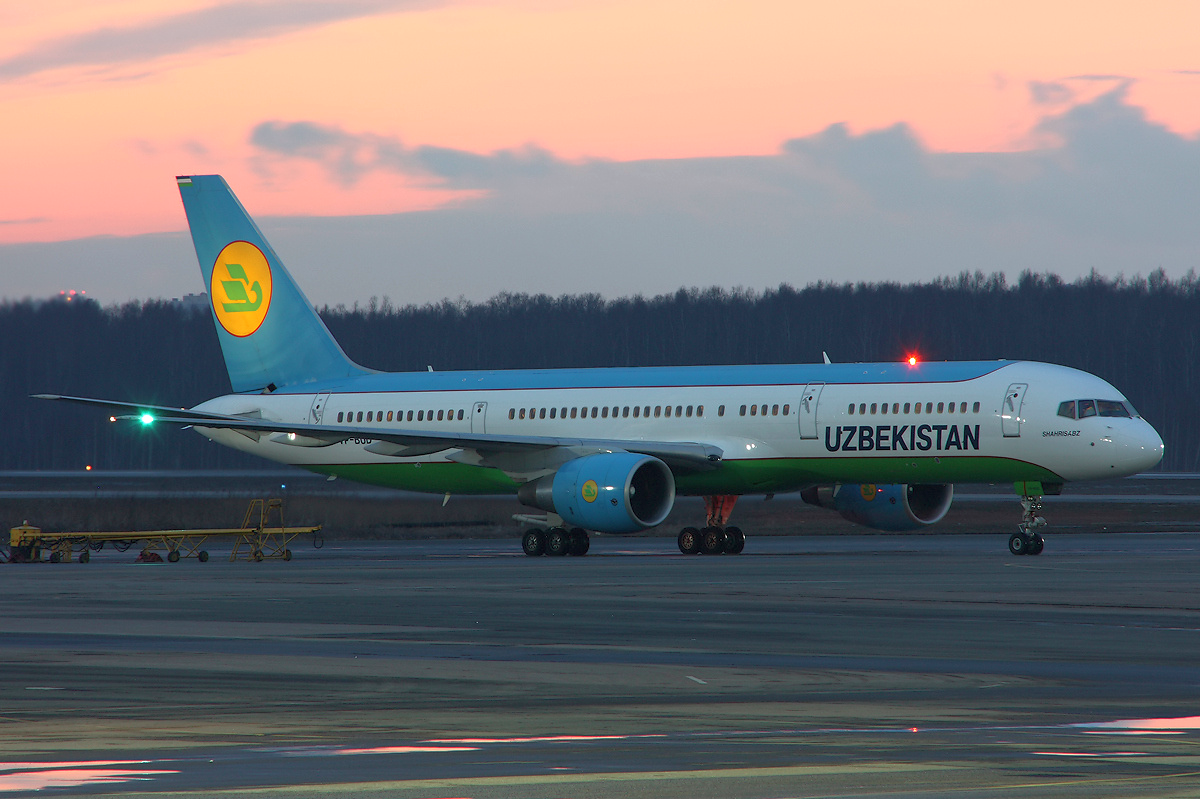
Boeing 757-200 lądujący na londyńskim lotnisku Heathrow

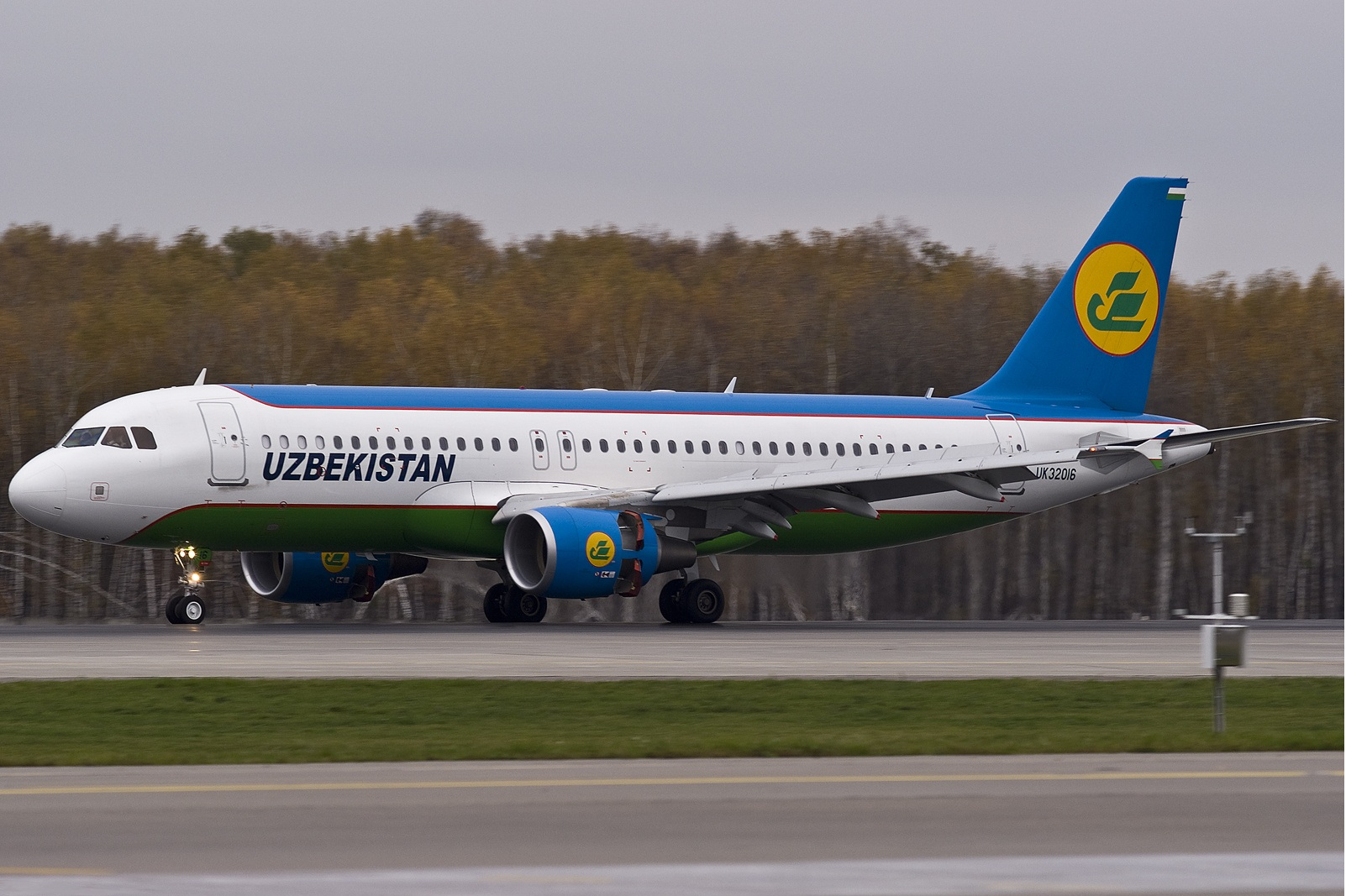
Airbus A320 linii Uzbekistan Airways

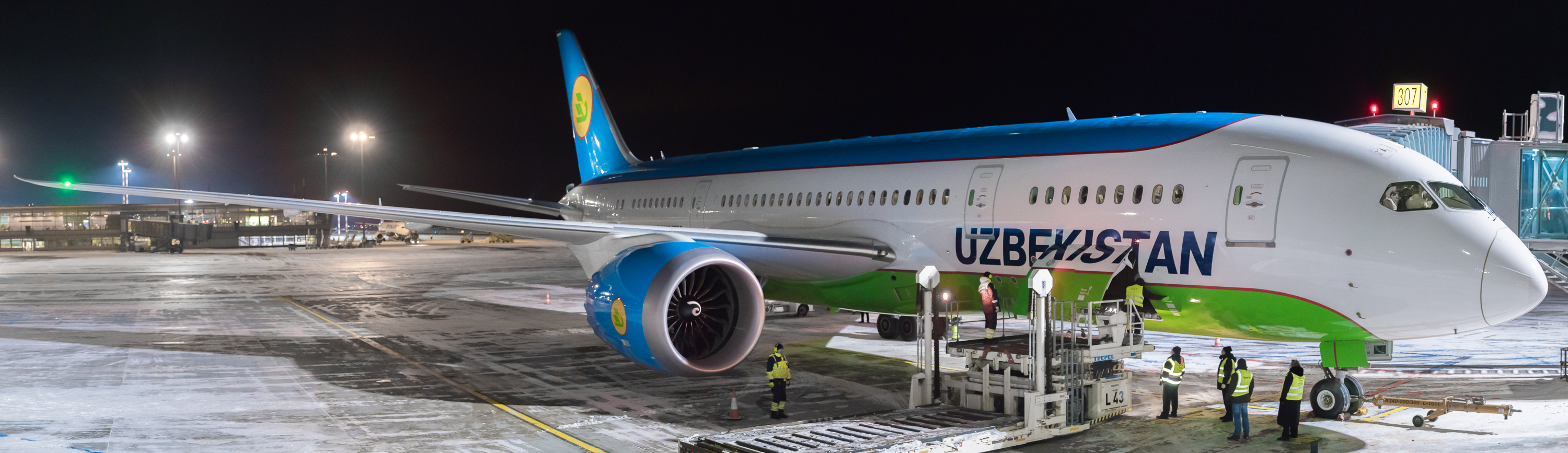
Boeing 787-8 Dreamliner w barwach linii Uzbekistan Airways

Uzbekistan Airways (uzb. Oʻzbekiston havo yoʻllari) – uzbeckie narodowe linie lotnicze z siedzibą w Taszkencie. Głównym węzłem jest Port lotniczy Taszkent.

## Historia
W 1992 ówczesny uzbecki prezydent Islom Karimov pozwolił na utworzenie nowych linii lotniczych Uzbekistan Airways. Pierwszy lot Uzbekistan Airways odbył się na trasie z Taszkentu do Londynu. Trasy krajowe były obsługiwane przez samoloty, które dawniej należały do rosyjskiego Aerofłotu.
W 1993 linie zakupiły pierwszego Airbusa A310, który był wykorzystywany na lotach do Frankfurtu i Bangkoku. W 1994 linie otrzymują drugi samolot A310 i rozpoczynają loty do Aten, Manchesteru i Seulu, zaś w 1995 linie dodają do swojej siatki połączeń Nowy Jork i Bahrajn.
W 1996 do linii trafia pierwszy samolot Boeing 767. W 1998 zakupiony zostaje trzeci samolot Airbus A310 do obsługi dodatkowych lotów z Taszkentu do Paryża i Dakaru. W 2001 pojawia się nowe długodystansowe połączenie na trasie Taszkent – Osaka. W 2003 linie otrzymują drugi samolot typu Boeing 767-300ER. Rok 2004 przynosi zakup kolejnego Boeinga 767-300ER oraz trzech maszyn Boeing 757-200. Otworzone zostają połączenia do Rygi, Szanghaju i Astany.
W 2008 linie ogłosiły chęć przystąpienia do sojuszu lotniczego SkyTeam.
W 2012 wycofano z użytku samoloty An-24, rok później flotę linii opuścił ostatni Airbus A310. W 2016 Uzbekistan Airways odebrały swojego pierwszego Boeinga 787-8.

## Połączenia
W 2025 przewoźnik realizował loty do 70 portów docelowych w 29 krajach Europy, Azji oraz Stanów Zjednoczonych.

## Flota
Według stanu na lipiec 2025 flota Uzbekistan Airways składała się z 47 samolotów, w tym 3 do transportu cargo, o średnim wieku 9,3 lat:
| Samolot            | Samolot | Samolot   | Liczba miejsc      | Liczba miejsc      | Liczba miejsc      | Uwagi |
| Model              | Aktywne | Zamówione | B                  | E                  | Łącznie            | Uwagi |
| ------------------ | ------- | --------- | ------------------ | ------------------ | ------------------ | ----- |
| Airbus A320-200    | 9       | –         | 12                 | 138                | 150                |       |
| Airbus A320-200    | 9       | –         | –                  | 174                | 174                |       |
| Airbus A320-200    | 2       | –         | Konfiguracja VIP   | Konfiguracja VIP   | Konfiguracja VIP   |       |
| Airbus A320neo     | 10      | –         | 12                 | 138                | 150                |       |
| Airbus A320neo     | 10      | –         | 8                  | 162                | 170                |       |
| Airbus A320neo     | 10      | –         | –                  | 186                | 186                |       |
| Airbus A321neo     | 5       | –         | 16                 | 172                | 188                |       |
| Boeing 767-300     | 6       | –         | 15                 | 232                | 247                |       |
| Boeing 767-300     | 3       | –         | Konfiguracja cargo | Konfiguracja cargo | Konfiguracja cargo |       |
| Boeing 787-8       | 6       | –         | 24                 | 222                | 246                |       |
| Boeing 787-8       | 6       | –         | 24                 | 246                | 270                |       |
| Boeing 787-8       | 1       | –         | Konfiguracja VIP   | Konfiguracja VIP   | Konfiguracja VIP   |       |
| Let L-410 Turbolet | 4       | –         | –                  | 19                 | 19                 |       |
| Pilatus PC-24      | 1       | –         | Konfiguracja VIP   | Konfiguracja VIP   | Konfiguracja VIP   |       |
| Łącznie            | 47      | 0         |                    |                    |                    |       |

## Linie partnerskie
- – Air Baltic
- – Air India
- – Korean Air
- – Malaysia Airlines
- – S7 Airlines